# Список астероїдів (1901—2000)
| Назва                                  | Тимчасове позначення | Дата відкриття    | Місце відкриття                                       | Відкривач                                              |
| -------------------------------------- | -------------------- | ----------------- | ----------------------------------------------------- | ------------------------------------------------------ |
| 1901 Моравія (Moravia)                 | 1972 AD              | 14 січня 1972     | Гамбурзька обсерваторія                               | Любош Когоутек                                         |
| 1902 Шапошников (Shaposhnikov)         | 1972 HU              | 18 квітня 1972    | КрАО                                                  | Смирнова Тамара Михайлівна                             |
| 1903 Аджимушкай (Adzhimushkaj)         | 1972 JL              | 9 травня 1972     | КрАО                                                  | Смирнова Тамара Михайлівна                             |
| 1904 Масевич (Massevitch)              | 1972 JM              | 9 травня 1972     | КрАО                                                  | Смирнова Тамара Михайлівна                             |
| 1905 Амбарцуміан (Ambartsumian)        | 1972 JZ              | 14 травня 1972    | КрАО                                                  | Смирнова Тамара Михайлівна                             |
| 1906 Неф (Naef)                        | 1972 RC              | 5 вересня 1972    | Ціммервальдська обсерваторія                          | Пауль Вільд                                            |
| 1907 Руднєва (Rudneva)                 | 1972 RC2             | 11 вересня 1972   | КрАО                                                  | Черних Микола Степанович                               |
| 1908 Побєда (Pobeda)                   | 1972 RL2             | 11 вересня 1972   | КрАО                                                  | Черних Микола Степанович                               |
| 1909 Алехін (Alekhin)                  | 1972 RW2             | 4 вересня 1972    | КрАО                                                  | Журавльова Людмила Василівна                           |
| 1910 Міхайлов (Mikhailov)              | 1972 TZ1             | 8 жовтня 1972     | КрАО                                                  | Журавльова Людмила Василівна                           |
| 1911 Шубарт (Schubart)                 | 1973 UD              | 25 жовтня 1973    | Ціммервальдська обсерваторія                          | Пауль Вільд                                            |
| 1912 Анубіс (Anubis)                   | 6534 P-L             | 24 вересня 1960   | Паломарська обсерваторія                              | К. Й. ван Гаутен, І. ван Гаутен-Ґроневельд, Т. Герельс |
| 1913 Секаніна (Sekanina)               | 1928 SF              | 22 вересня 1928   | Обсерваторія Гейдельберг-Кеніґштуль                   | К. В. Райнмут                                          |
| 1914 Гартбеспортдам (Hartbeespoortdam) | 1930 SB1             | 28 вересня 1930   | Республіканська обсерваторія Йоганнесбурга            | Гендрік ван Ґент                                       |
| 1915 Quetzalcoatl                      | 1953 EA              | 9 березня 1953    | Паломарська обсерваторія                              | Альберт Вілсон                                         |
| 1916 Boreas                            | 1953 RA              | 1 вересня 1953    | Королівська обсерваторія Бельгії                      | Сильвен Арен                                           |
| 1917 Cuyo                              | 1968 AA              | 1 січня 1968      | Астрономічний комплекс Ель-Леонсіто                   | Карлос Сеско, А. Семюел                                |
| 1918 Егійон (Aiguillon)                | 1968 UA              | 19 жовтня 1968    | Бордо                                                 | Ґі Суліе                                               |
| 1919 Клеменція (Clemence)              | 1971 SA              | 16 вересня 1971   | Астрономічний комплекс Ель-Леонсіто                   | Джеймс Ґібсон, Карлос Сеско                            |
| 1920 Сармієнто (Sarmiento)             | 1971 VO              | 11 листопада 1971 | Астрономічний комплекс Ель-Леонсіто                   | Джеймс Ґібсон, Карлос Сеско                            |
| 1921 Пала (Pala)                       | 1973 SE              | 20 вересня 1973   | Паломарська обсерваторія                              | Т. Герельс                                             |
| 1922 Зулу (Zulu)                       | 1949 HC              | 25 квітня 1949    | Республіканська обсерваторія Йоганнесбурга            | Ернест Джонсон                                         |
| 1923 Осиріс (Osiris)                   | 4011 P-L             | 24 вересня 1960   | Паломарська обсерваторія                              | К. Й. ван Гаутен, І. ван Гаутен-Ґроневельд, Т. Герельс |
| 1924 Гор (Horus)                       | 4023 P-L             | 24 вересня 1960   | Паломарська обсерваторія                              | К. Й. ван Гаутен, І. ван Гаутен-Ґроневельд, Т. Герельс |
| 1925 Франклін-Адамс (Franklin-Adams)   | 1934 RY              | 9 вересня 1934    | Республіканська обсерваторія Йоганнесбурга            | Гендрік ван Ґент                                       |
| 1926 Демідделер (Demiddelaer)          | 1935 JA              | 2 травня 1935     | Королівська обсерваторія Бельгії                      | Ежен Жозеф Дельпорт                                    |
| 1927 Суванто (Suvanto)                 | 1936 FP              | 18 березня 1936   | Турку                                                 | Рафаель Суванто                                        |
| 1928 Сумма (Summa)                     | 1938 SO              | 21 вересня 1938   | Турку                                                 | Ірйо Вяйсяля                                           |
| 1929 Коллаа (Kollaa)                   | 1939 BS              | 20 січня 1939     | Турку                                                 | Ірйо Вяйсяля                                           |
| 1930 Люцифер (Lucifer)                 | 1964 UA              | 29 жовтня 1964    | Станція Флагстафф військово-морської обсерваторії США | Елізабет Ремер                                         |
| 1931 Чапек (Capek)                     | 1969 QB              | 22 серпня 1969    | Гамбурзька обсерваторія                               | Любош Когоутек                                         |
| 1932 Янський (Jansky)                  | 1971 UB1             | 26 жовтня 1971    | Гамбурзька обсерваторія                               | Любош Когоутек                                         |
| 1933 Тінхен (Tinchen)                  | 1972 AC              | 14 січня 1972     | Гамбурзька обсерваторія                               | Любош Когоутек                                         |
| 1934 Джеферс (Jeffers)                 | 1972 XB              | 2 грудня 1972     | Обсерваторія Лік                                      | А. Р. Клемола                                          |
| 1935 Люцерн (Lucerna)                  | 1973 RB              | 2 вересня 1973    | Ціммервальдська обсерваторія                          | Пауль Вільд                                            |
| 1936 Лугано (Lugano)                   | 1973 WD              | 24 листопада 1973 | Ціммервальдська обсерваторія                          | Пауль Вільд                                            |
| 1937 Локарно (Locarno)                 | 1973 YA              | 19 грудня 1973    | Ціммервальдська обсерваторія                          | Пауль Вільд                                            |
| 1938 Лозанна (Lausanna)                | 1974 HC              | 19 квітня 1974    | Ціммервальдська обсерваторія                          | Пауль Вільд                                            |
| 1939 Лоретта (Loretta)                 | 1974 UC              | 17 жовтня 1974    | Паломарська обсерваторія                              | Чарльз Коваль                                          |
| 1940 Віппл (Whipple)                   | 1975 CA              | 2 лютого 1975     | Гарвардська обсерваторія                              | Гарвардська обсерваторія                               |
| 1941 Вільд (Wild)                      | 1931 TN1             | 6 жовтня 1931     | Обсерваторія Гейдельберг-Кеніґштуль                   | К. В. Райнмут                                          |
| 1942 Яблунька (Jablunka)               | 1972 SA              | 30 вересня 1972   | Гамбурзька обсерваторія                               | Любош Когоутек                                         |
| 1943 Anteros                           | 1973 EC              | 13 березня 1973   | Астрономічний комплекс Ель-Леонсіто                   | Джеймс Ґібсон                                          |
| 1944 Ґюнтер (Gunter)                   | 1925 RA              | 14 вересня 1925   | Обсерваторія Гейдельберг-Кеніґштуль                   | К. В. Райнмут                                          |
| 1945 Весселінк (Wesselink)             | 1930 OL              | 22 липня 1930     | Республіканська обсерваторія Йоганнесбурга            | Гендрік ван Ґент                                       |
| 1946 Вальравен (Walraven)              | 1931 PH              | 8 серпня 1931     | Республіканська обсерваторія Йоганнесбурга            | Гендрік ван Ґент                                       |
| 1947 Ісо-Хейккіля (Iso-Heikkila)       | 1935 EA              | 4 березня 1935    | Турку                                                 | Ірйо Вяйсяля                                           |
| 1948 Кампала (Kampala)                 | 1935 GL              | 3 квітня 1935     | Республіканська обсерваторія Йоганнесбурга            | Сиріл Джексон                                          |
| 1949 Мессіна (Messina)                 | 1936 NE              | 8 липня 1936      | Республіканська обсерваторія Йоганнесбурга            | Сиріл Джексон                                          |
| 1950 Вемпе (Wempe)                     | 1942 EO              | 23 березня 1942   | Обсерваторія Гейдельберг-Кеніґштуль                   | К. В. Райнмут                                          |
| 1951 Lick                              | 1949 OA              | 26 липня 1949     | Обсерваторія Лік                                      | Карл Альвар Віртанен                                   |
| 1952 Гесбург (Hesburgh)                | 1951 JC              | 3 травня 1951     | Обсерваторія Ґете Лінка                               | Університет Індіани                                    |
| 1953 Рупертвілдт (Rupertwildt)         | 1951 UK              | 29 жовтня 1951    | Обсерваторія Ґете Лінка                               | Університет Індіани                                    |
| 1954 Кукаркін (Kukarkin)               | 1952 PH              | 15 серпня 1952    | Сімеїз                                                | Пелагея Шайн                                           |
| 1955 МакМет (McMath)                   | 1963 SR              | 22 вересня 1963   | Обсерваторія Ґете Лінка                               | Університет Індіани                                    |
| 1956 Артек (Artek)                     | 1969 TX1             | 8 жовтня 1969     | КрАО                                                  | Черних Людмила Іванівна                                |
| 1957 Анґара (Angara)                   | 1970 GF              | 1 квітня 1970     | КрАО                                                  | Черних Людмила Іванівна                                |
| 1958 Чандра (Chandra)                  | 1970 SB              | 24 вересня 1970   | Астрономічний комплекс Ель-Леонсіто                   | Карлос Сеско                                           |
| 1959 Карбишев (Karbyshev)              | 1972 NB              | 14 липня 1972     | КрАО                                                  | Журавльова Людмила Василівна                           |
| 1960 Ґізан (Guisan)                    | 1973 UA              | 25 жовтня 1973    | Ціммервальдська обсерваторія                          | Пауль Вільд                                            |
| 1961 Дюфур (Dufour)                    | 1973 WA              | 19 листопада 1973 | Ціммервальдська обсерваторія                          | Пауль Вільд                                            |
| 1962 Дюнан (Dunant)                    | 1973 WE              | 24 листопада 1973 | Ціммервальдська обсерваторія                          | Пауль Вільд                                            |
| 1963 Безовек (Bezovec)                 | 1975 CB              | 9 лютого 1975     | Гамбурзька обсерваторія                               | Любош Когоутек                                         |
| 1964 Лейтен (Luyten)                   | 2007 P-L             | 24 вересня 1960   | Паломарська обсерваторія                              | К. Й. ван Гаутен, І. ван Гаутен-Ґроневельд, Т. Герельс |
| 1965 ван де Камп (van de Kamp)         | 2521 P-L             | 24 вересня 1960   | Паломарська обсерваторія                              | К. Й. ван Гаутен, І. ван Гаутен-Ґроневельд, Т. Герельс |
| 1966 Трістан (Tristan)                 | 2552 P-L             | 24 вересня 1960   | Паломарська обсерваторія                              | К. Й. ван Гаутен, І. ван Гаутен-Ґроневельд, Т. Герельс |
| 1967 Menzel                            | A905 VC              | 1 листопада 1905  | Обсерваторія Гейдельберг-Кеніґштуль                   | Макс Вольф                                             |
| 1968 Мельтреттер (Mehltretter)         | 1932 BK              | 29 січня 1932     | Обсерваторія Гейдельберг-Кеніґштуль                   | К. В. Райнмут                                          |
| 1969 Алайн (Alain)                     | 1935 CG              | 3 лютого 1935     | Королівська обсерваторія Бельгії                      | Сильвен Арен                                           |
| 1970 Шумерія (Sumeria)                 | 1954 ER              | 12 березня 1954   | Обсерваторія Ла-Плата                                 | Міґель Іціґсон                                         |
| 1971 Хаґіхара (Hagihara)               | 1955 RD1             | 14 вересня 1955   | Обсерваторія Ґете Лінка                               | Університет Індіани                                    |
| 1972 І Сін (Yi Xing)                   | 1964 VQ1             | 9 листопада 1964  | Обсерваторія Цзицзіньшань                             | Обсерваторія Червона Гора                              |
| 1973 Колоколо (Colocolo)               | 1968 OA              | 18 липня 1968     | Астрономічна станція Серро Ель Робле                  | Карлос Торрес, С. Кофре                                |
| 1974 Кополікан (Caupolican)            | 1968 OE              | 18 липня 1968     | Астрономічна станція Серро Ель Робле                  | Карлос Торрес, С. Кофре                                |
| 1975 Пікельнер (Pikelner)              | 1969 PH              | 11 серпня 1969    | КрАО                                                  | Черних Людмила Іванівна                                |
| 1976 Каверін (Kaverin)                 | 1970 GC              | 1 квітня 1970     | КрАО                                                  | Черних Людмила Іванівна                                |
| 1977 Шура (Shura)                      | 1970 QY              | 30 серпня 1970    | КрАО                                                  | Смирнова Тамара Михайлівна                             |
| 1978 Патріс (Patrice)                  | 1971 LD              | 13 червня 1971    | Пертська обсерваторія                                 | Пертська обсерваторія                                  |
| 1979 Сахаров (Sakharov)                | 2006 P-L             | 24 вересня 1960   | Паломарська обсерваторія                              | К. Й. ван Гаутен, І. ван Гаутен-Ґроневельд, Т. Герельс |
| 1980 Tezcatlipoca                      | 1950 LA              | 19 червня 1950    | Паломарська обсерваторія                              | Альберт Вілсон, Аке Валленквіст                        |
| 1981 Midas                             | 1973 EA              | 6 березня 1973    | Паломарська обсерваторія                              | Чарльз Коваль                                          |
| 1982 Кліне (Cline)                     | 1975 VA              | 4 листопада 1975  | Паломарська обсерваторія                              | Е. Гелін                                               |
| 1983 Бок (Bok)                         | 1975 LB              | 9 червня 1975     | Огляд Каталіна                                        | Елізабет Ремер                                         |
| 1984 Фединський (Fedynskij)            | 1926 TN              | 10 жовтня 1926    | Сімеїз                                                | Сергій Бєлявський                                      |
| 1985 Гопман (Hopmann)                  | 1929 AE              | 13 січня 1929     | Обсерваторія Гейдельберг-Кеніґштуль                   | К. В. Райнмут                                          |
| 1986 Плаут (Plaut)                     | 1935 SV1             | 28 вересня 1935   | Республіканська обсерваторія Йоганнесбурга            | Гендрік ван Ґент                                       |
| 1987 Каплан (Kaplan)                   | 1952 RH              | 11 вересня 1952   | Сімеїз                                                | Пелагея Шайн                                           |
| 1988 Делорес (Delores)                 | 1952 SV              | 28 вересня 1952   | Обсерваторія Ґете Лінка                               | Університет Індіани                                    |
| 1989 Татри (Tatry)                     | 1955 FG              | 20 березня 1955   | Обсерваторія Скалнате Плесо                           | А. Парубек                                             |
| 1990 Пілчер (Pilcher)                  | 1956 EE              | 9 березня 1956    | Обсерваторія Гейдельберг-Кеніґштуль                   | К. В. Райнмут                                          |
| 1991 Дарвін (Darwin)                   | 1967 JL              | 6 травня 1967     | Астрономічний комплекс Ель-Леонсіто                   | Карлос Сеско, А. Р. Клемола                            |
| 1992 Galvarino                         | 1968 OD              | 18 липня 1968     | Астрономічна станція Серро Ель Робле                  | Карлос Торрес, С. Кофре                                |
| 1993 Ґуакольда (Guacolda)              | 1968 OH1             | 25 липня 1968     | Астрономічна станція Серро Ель Робле                  | Гурій Плюгін, Юрій Бєляєв                              |
| 1994 Шейн (Shane)                      | 1961 TE              | 4 жовтня 1961     | Обсерваторія Ґете Лінка                               | Університет Індіани                                    |
| 1995 Гаєк (Hajek)                      | 1971 UP1             | 26 жовтня 1971    | Гамбурзька обсерваторія                               | Любош Когоутек                                         |
| 1996 Адамс (Adams)                     | 1961 UA              | 16 жовтня 1961    | Обсерваторія Ґете Лінка                               | Університет Індіани                                    |
| 1997 Левер'є (Leverrier)               | 1963 RC              | 14 вересня 1963   | Обсерваторія Ґете Лінка                               | Університет Індіани                                    |
| 1998 Тіциус (Titius)                   | 1938 DX1             | 24 лютого 1938    | Обсерваторія Гейдельберг-Кеніґштуль                   | Альфред Борман                                         |
| 1999 Хіраяма (Hirayama)                | 1973 DR              | 27 лютого 1973    | Гамбурзька обсерваторія                               | Любош Когоутек                                         |
| 2000 Гершель (Herschel)                | 1960 OA              | 29 липня 1960     | Зоннеберзька обсерваторія                             | Й. Шубарт                                              |

| Астероїди 1—10000 → |           |           |           |           |           |           |           |           |            |
| 1—100               | 1001—1100 | 2001—2100 | 3001—3100 | 4001—4100 | 5001—5100 | 6001—6100 | 7001—7100 | 8001—8100 | 9001—9100  |
| 101—200             | 1101—1200 | 2101—2200 | 3101—3200 | 4101—4200 | 5101—5200 | 6101—6200 | 7101—7200 | 8101—8200 | 9101—9200  |
| 201—300             | 1201—1300 | 2201—2300 | 3201—3300 | 4201—4300 | 5201—5300 | 6201—6300 | 7201—7300 | 8201—8300 | 9201—9300  |
| 301—400             | 1301—1400 | 2301—2400 | 3301—3400 | 4301—4400 | 5301—5400 | 6301—6400 | 7301—7400 | 8301—8400 | 9301—9400  |
| 401—500             | 1401—1500 | 2401—2500 | 3401—3500 | 4401—4500 | 5401—5500 | 6401—6500 | 7401—7500 | 8401—8500 | 9401—9500  |
| 501—600             | 1501—1600 | 2501—2600 | 3501—3600 | 4501—4600 | 5501—5600 | 6501—6600 | 7501—7600 | 8501—8600 | 9501—9600  |
| 601—700             | 1601—1700 | 2601—2700 | 3601—3700 | 4601—4700 | 5601—5700 | 6601—6700 | 7601—7700 | 8601—8700 | 9601—9700  |
| 701—800             | 1701—1800 | 2701—2800 | 3701—3800 | 4701—4800 | 5701—5800 | 6701—6800 | 7701—7800 | 8701—8800 | 9701—9800  |
| 801—900             | 1801—1900 | 2801—2900 | 3801—3900 | 4801—4900 | 5801—5900 | 6801—6900 | 7801—7900 | 8801—8900 | 9801—9900  |
| 901—1000            | 1901—2000 | 2901—3000 | 3901—4000 | 4901—5000 | 5901—6000 | 6901—7000 | 7901—8000 | 8901—9000 | 9901—10000 |